# North Molton
North Molton is een civil parish in het bestuurlijke gebied North Devon, in het Engelse graafschap Devon. In 2001 telde het civil parish 1047 inwoners.

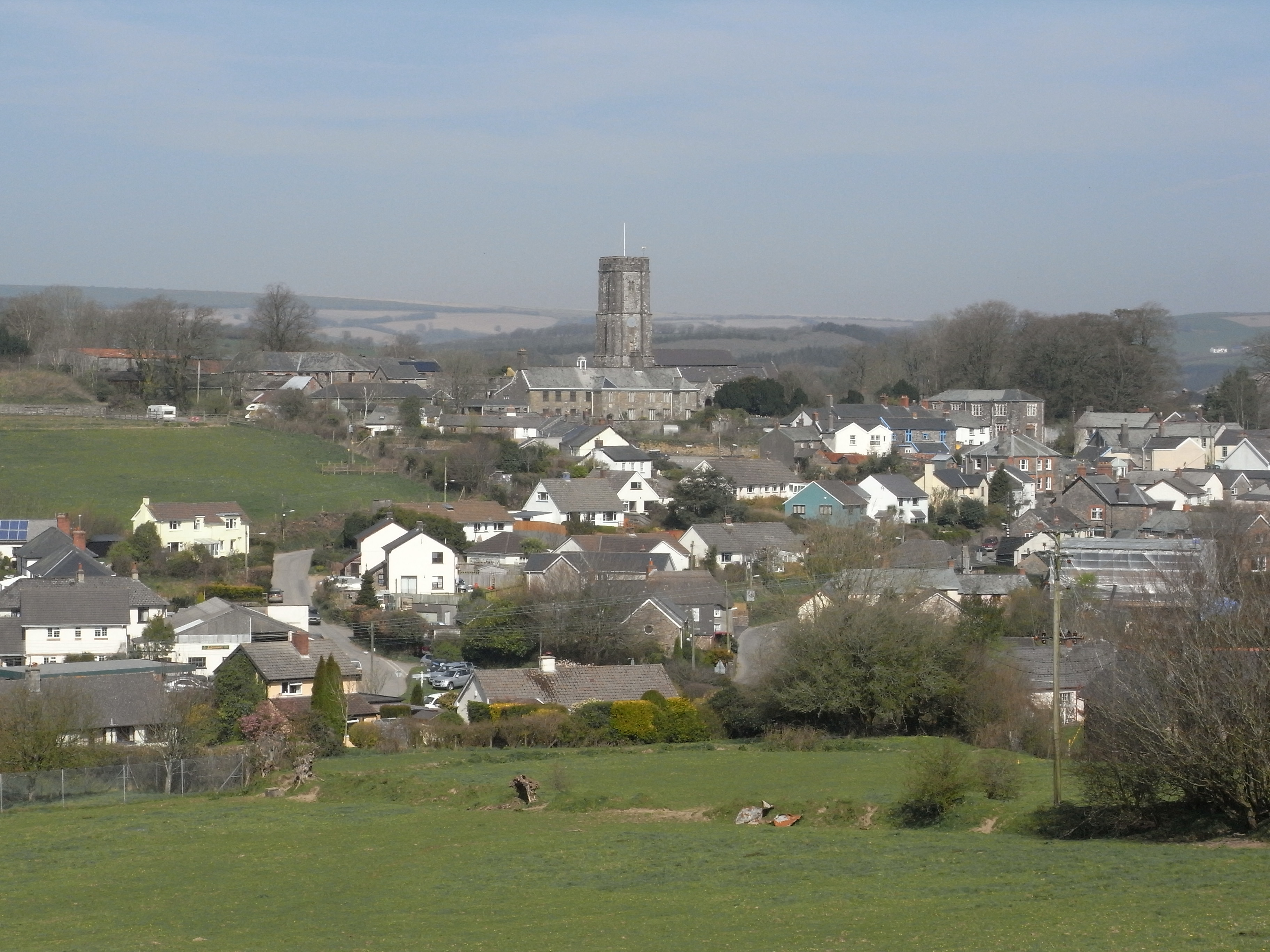
North Molton
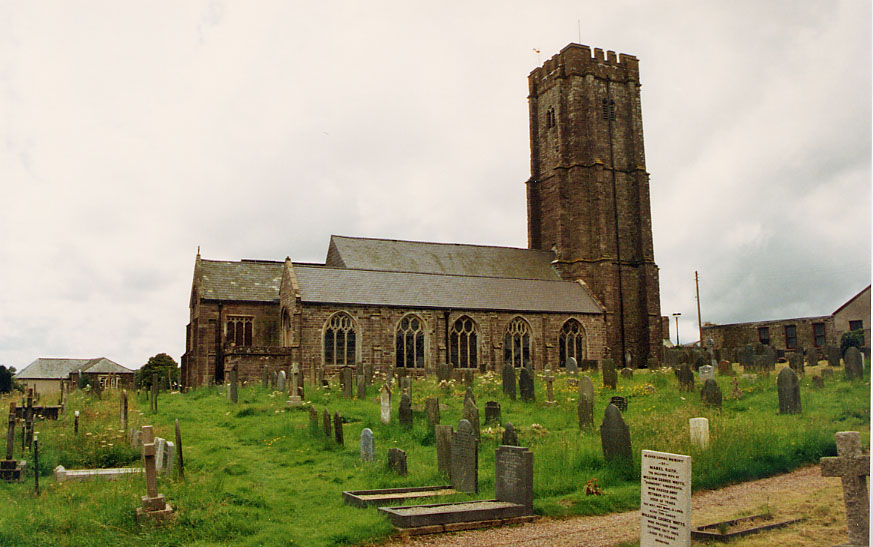
All Saints, North Molton